# Iryna Żuk
Iryna Hienadzieuna Żuk, z domu Jakałcewicz (biał. Ірына Генадзеўна Жук; ur. 26 stycznia 1993 w Grodnie) – białoruska lekkoatletka specjalizująca się w skoku o tyczce.
Uczestniczka igrzysk olimpijskich młodzieży w Singapurze (2010). Dwa lata później bez awansu do finału startowała na juniorskich mistrzostwach świata w Barcelonie. Czwarta zawodniczka młodzieżowych mistrzostw Europy z 2015. Dwunasta tyczkarka mistrzostw Starego Kontynentu w Amsterdamie (2016). W tym samym roku reprezentowała Białoruś na igrzyskach olimpijskich w Rio de Janeiro, nie uzyskując awansu do konkursu finałowego. W 2017 zajęła 12. miejsce na halowym czempionacie Europy. W 2018 roku zajęła siódme miejsce na mistrzostwach Starego Kontynentu w Berlinie.
Złota medalistka mistrzostw Białorusi oraz reprezentantka kraju na drużynowych mistrzostwach Europy.
Rekordy życiowe: stadion – 4,75 (1 lipca 2023, Brześć); hala – 4,80 (17 lutego 2022, Liévin). Obydwa rezultaty są aktualnymi rekordami Białorusi.

## Osiągnięcia
| Rok  | Impreza                                             | Miejsce        | Lokata               | Wynik |
| ---- | --------------------------------------------------- | -------------- | -------------------- | ----- |
| 2010 | Eliminacje Europy do igrzysk olimpijskich młodzieży | Moskwa         | 11. miejsce          | 3,55  |
| 2010 | Igrzyska olimpijskie młodzieży                      | Singapur       | 2. miejsce (Finał B) | 3,90  |
| 2012 | Mistrzostwa świata juniorów                         | Barcelona      | el. – 16. miejsce    | 3,95  |
| 2013 | Superliga drużynowych mistrzostw Europy             | Gateshead      | –                    | NM    |
| 2014 | I liga drużynowych mistrzostw Europy                | Tallinn        | 6. miejsce           | 3,95  |
| 2015 | Superliga drużynowych mistrzostw Europy             | Czeboksary     | 9. miejsce           | 4,10  |
| 2015 | Młodzieżowe mistrzostwa Europy                      | Tallinn        | 4. miejsce           | 4,25  |
| 2016 | Mistrzostwa Europy                                  | Amsterdam      | 12. miejsce          | 4,35  |
| 2016 | Igrzyska olimpijskie                                | Rio de Janeiro | el. – 34. miejsce    | 4,15  |
| 2017 | Halowe mistrzostwa Europy                           | Belgrad        | 12. miejsce          | 4,40  |
| 2017 | Superliga drużynowych mistrzostw Europy             | Lille          | 2. miejsce           | 4,60  |
| 2017 | Mistrzostwa świata                                  | Londyn         | el. –                | NM    |
| 2017 | Uniwersjada                                         | Tajpej         | 1. miejsce           | 4,40  |
| 2018 | Mistrzostwa Europy                                  | Berlin         | 7. miejsce           | 4,55  |
| 2019 | Halowe mistrzostwa Europy                           | Glasgow        | 6. miejsce           | 4,65  |
| 2019 | I liga drużynowych mistrzostw Europy                | Sandnes        | 1. miejsce           | 4,56  |
| 2019 | Mistrzostwa świata                                  | Doha           | 7. miejsce           | 4,70  |
| 2021 | Halowe mistrzostwa Europy                           | Toruń          | 3. miejsce           | 4,65  |
| 2021 | Igrzyska olimpijskie                                | Tokio          | 8. miejsce           | 4,50  |